# 174
| 174                |
| ------------------ |
| Dødsfald - Fødsler |
|                    |

| Gregoriansk kalender | 174 CLXXIV              |
| Ab urbe condita      | 927                     |
| Armensk kalender     | I/T                     |
| Kinesiske kalender   | 2870 – 2871 癸丑 – 甲寅 |
| Etiopisk kalender    | 166 – 167               |
| Jødisk kalender      | 3934 – 3935             |
| Hindukalendere       |                         |
| - Vikram Samvat      | 229 – 230               |
| - Shaka Samvat       | 96 – 97                 |
| - Kali Yuga          | 3275 – 3276             |
| Iransk kalender      | 448 BP – 447 BP         |
| Islamisk kalender    | 462 BH – 461 BH         |

Se også 174 (tal)